# Althaesia
Althaesia es un género de coleópteros polífagos. La especie tipo es: Althaesia pilosa Pascoe, 1860.

## Especies
- Althaesia acuminata
- Althaesia arrowi
- Althaesia leai
- Althaesia pilosa
- Althaesia sericea